# غاري كوالسكي
غاري كوالسكي (بالإنجليزية: Gary Kowalski) هو لاعب كرة قدم أمريكية أمريكي، ولد في 2 يوليو 1960 في نيو هيفن في الولايات المتحدة.